# Chips Ahoy!
Chips Ahoy! son un tipo de galletas con pequeños trozos de chocolate. Es una marca de Nabisco, y subsidiaria de Mondelēz International y Kraft Foods. Debutó en 1963.
Están a la venta en Estados Unidos, Canadá, México, El Salvador, España, Reino Unido, República Dominicana, Panamá, Paraguay, Portugal, Ecuador, Perú, Colombia, Costa Rica, Chile, Nicaragua, Guatemala, Argentina bajo el nombre Pepitos!, Uruguay, Venezuela y Bolivia. Es la segunda galleta más vendida en Estados Unidos, siendo superada por su compañera, Oreo.

## Origen del nombre
Nabisco dice que el nombre es una referencia al término náutico "Naves a la vista!". Las palabras "Chips Ahoy!" también ocupan un lugar destacado en una historia que aparece en el capítulo 15 de "El viajero no comercial", de Charles Dickens.
En otros países su nombre cambia a Pepitos! para Argentina, Paraguay y Uruguay. En Brasil su nombre comercial es Chocooky!. También ha llevado el nombre de Choco Chips.

## Productos de Chips Ahoy!
Esta es una lista de variantes de las galletas "Chips Ahoy!", que quizás pueden no estar disponibles en mercados de Latinoamérica y España:
- Chips Ahoy!
- Reduced Fat Chips Ahoy!
- Chips Ahoy! Chewy
- ricos Chips Ahoy!
- Candy Blast Chips Ahoy!
- Peanut Butter Chips Ahoy!
- Crackers Ahoy!
- Chunky Chips Ahoy!
- White Fudge Chunky Chips Ahoy!
- Chips Ahoy Ice Cream Sandwiches
- 100% Whole Grain Chips Ahoy
- Striped Chips Ahoy!
- Soft Baked Chunky Chips Ahoy!
- Chips Ahoy Rings
- Chips Ahoy! Oatmeal Chewy
- Jell-o Chips Ahoy pudding
- Pecan Chunks Ahoy
- Almond Chunks Ahoy
- Chips Ahoy Thin Crisps
- Chips Ahoy Granola Bars
- Chips Ahoy! Choco Mix
- Chips Ahoy! Orange
- Chips Ahoy! Coffee
- Chips Ahoy! Big & Chunky
- Chips Ahoy! Soft Crunchy
- Chips Ahoy! Choco Chunkies
- Mini Chips Ahoy!

### Como "Pepitos"
- Pepitos!
- Pepitos! Rellenas
- Alfajor Pepitos! Triple
- Pepitos! Tortitas
- Pepitos! White
- Pepitos! Moño
- Pepitos! Chispas
- Mini Pepitos!